# Marjan Berk
Marjan Berk, nata Marie-Janne van Baaren (Zeist, 11 luglio 1932), è una scrittrice e attrice olandese.

## Biografia

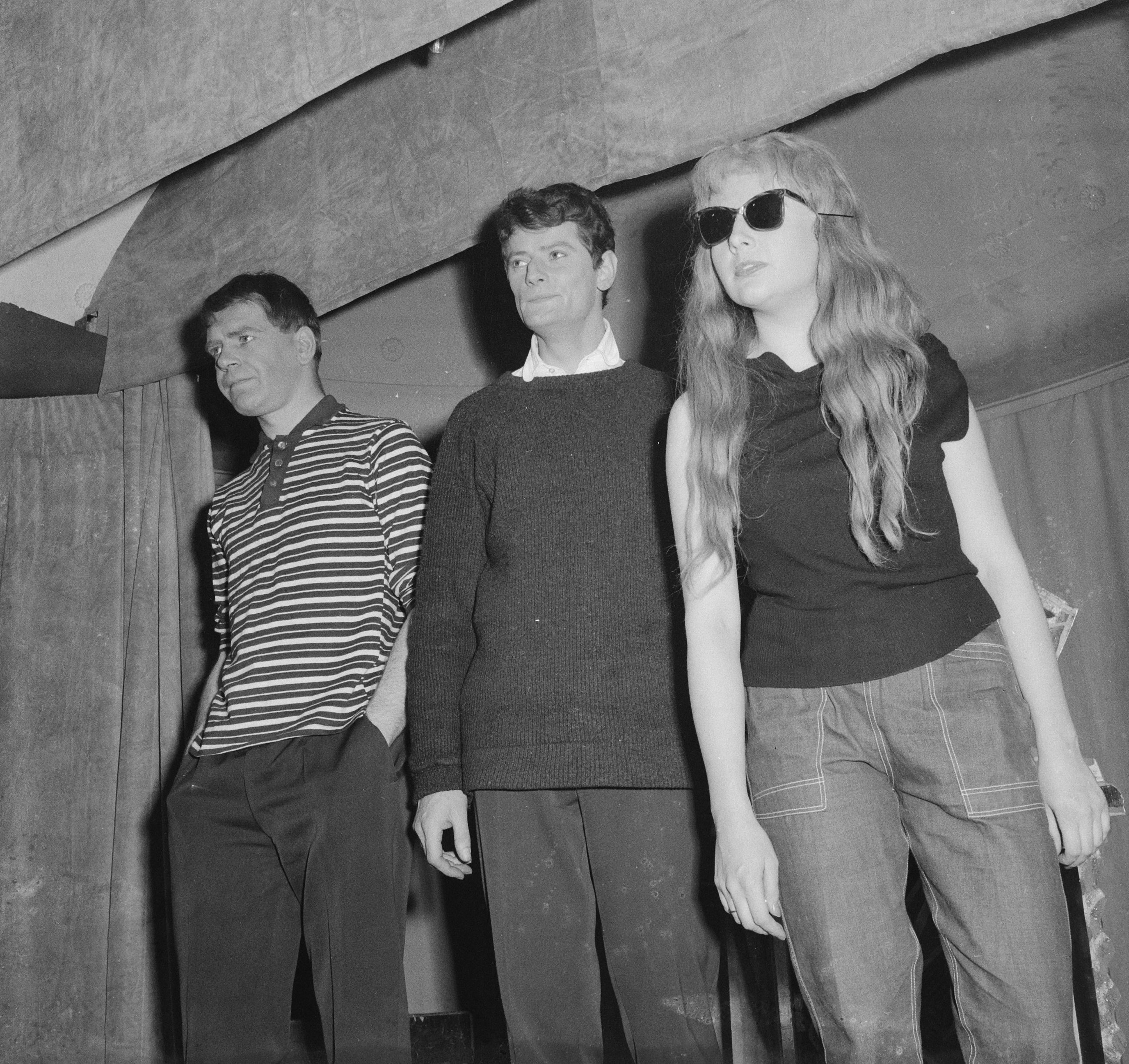
Alle gekken kijken (1959), con Jaap van de Merwe (a sinistra) e Aart Brouwer.

All'età di diciotto anni iniziò a lavorare nell'ambito dell'infermieristica, ma tre anni dopo fu ammessa alla scuola di teatro. Per molti anni lavorò nel cabaret (Lurelei), nel teatro, nel musical e in televisione (ruolo di Geesje Zoet in Oebele). Negli anni sessanta fu anche resentatrice del programma domenicale Monitor della NTS. Inoltre, interpretò il ruolo della signora Grijpstra nel film Grijpstra en De Gier e nell'episodio "Het Krediet" della serie Mensen zoals jij en ik. Ottenne ruoli anche in Pommetje Horlepiep, Klaverweide e De Fabriek ed è apparsa in programmi per bambini come Oebele e De Holle Bolle Boom. Nel 1969 interpretò il ruolo di Mademoiselle Monique nel musical De kleine parade. Fu anche componente della giuria nel programma per bambini Klassewerk. Nel 2001 recitò in De Vagina Monologen.
Successivamente si dedicò alla scrittura di romanzi, racconti e serie per radio e televisione. Nel 1981 pubblicò il suo primo libro, Nooit meer slank. La serie più nota per la quale scrisse la sceneggiatura fu Vrouwenvleugel, trasmessa su RTL 4 dal 1993 al 1995. Nella serie apparve in ogni stagione con un piccolo ruolo cameo come la signora Piep. La serie nel 1994 vinse un Gouden Televizierring.
Scrive anche editoriali per Algemeen Dagblad (AD), Utrechts Nieuwsblad, Provinciale Zeeuwse Courant, Gaykrant e Margriet. A fine novembre 2022, dopo oltre quarant'anni, smise di scrivere la sua rubrica per AD. Aveva già interrotto le altre collaborazioni. Da febbraio 2023 è editorialista fissa della rivista mensile di Amsterdam Mokum Magazine.

### Vita privata
Marjan Berk nacque a Zeist. I suoi genitori divorziarono quando lei aveva 5 anni. Si trasferì quindi ad Amersfoort con sua madre e suo fratello. La madre gestiva una piccola pensione, dove durante la guerra ospitò di nascosto degli ebrei. Da uno di loro Marjan contrasse la scarlattina.
Il suo primo marito era un paziente che conobbe mentre lavorava come infermiera. Sposò Ernst Berk e insieme ebbero tre figli: Peter, Marleen e Martijn. In un'intervista, dichiarò: "Per ragioni femministe, non volli alcun assegno di mantenimento dopo il divorzio. I miei genitori divorziarono negli anni '30 e le discussioni su quel vaglia mensile mi risuonano ancora nelle orecchie. Terribile essere dipendenti da un uomo da cui si è voluto separarsi – io lo rifiutai categoricamente".
Negli anni sessanta, si sposò per la seconda volta con il compositore Ruud Bos. Il matrimonio durò 31 anni e insieme ebbero due figli, Ruud-Jan e Willem.
Per oltre 50 anni ebbe una seconda casa a Kalenberg, che vendette nel 2020 a causa dell'età avanzata e dei problemi di salute. Dal 2016 vive in un appartamento ad Amsterdam. Vive nell'Occohofje, una corte destinata a donne sole, fondata dall'imprenditrice del XVIII secolo Cornelia Occo. Berk scrisse su questo luogo il libro Hofdames nel 2025.
Il 5 luglio 2007 Berk vinse un milione di euro al lotto. Con il denaro acquistò, tra le altre cose, un pianoforte (che poi donò a una nipote) e una Saab Turbo.

## Pubblicazioni
- Bezuinigingskookboek (1980) (in collaborazione con Jeroen Krabbé)
- Berend's binnenwereld (1981)
- Nooit meer slank (1981)
- Liefde en haat (1982)
- An Bloem (1983)
- De dag dat de mayonaise mislukte (1983)
- De feminist (1984)
- Een blonde rat (1985)
- De zelfvergrootster (1986)
- Rook in de ribben (1987)
- Lellen en flantuten (1988)
- Mevrouw van Soest en het kleine volkje (1988)
- Recital (1988)
- De kracht van liefde, of Hallo, daar ben ik weer! (1989)
- Glinsteringen (1989)
- Oud is in (1990)
- Motormama (1991)
- Dames van stand (1992)
- Gijs (1992)
- Traangas (1992)
- Koninginnedag (1993)
- Een mooi leesboek (1994)
- Geesje Zoet en het snoepspook (1994)
- Op grote voet (1995)
- Geesje Zoet en de tovertimmerkist (1996)
- Gezonde lucht (1997)
- Niks gemist (1997)
- Geesje Zoet en de verdwenen prinses (1998)
- Marjan Berks oma en opa boek (1998)
- Onder het oppervlak (1998)
- Als de dood (2000)
- Berk (2001)
- Een tijger in de tuin (2001)
- Niet meer bang voor spinnen (2001)
- Toen de wereld jong was (2002)
- Noordwest-Overijssel (2003)
- Memoires van een dame uit de goot van het amusement (2003)
- Naar het zuiden! (2004)
- De dikke berk (2004)
- Het bloed kruipt: op zoek naar Jacob Cats (2005)
- Te laat voor de lobelia’s (2005)
- Zout (2006)
- Vertigo (2007)
- Nooit te oud! (2007), trilogia Toen de wereld jong was, Naar het zuiden, Te laat voor de lobelia's
- Rijk! (2008)
- Het schreien niet verleerd (2010)
- Ik neem toch een hond (2011)
- Kafka leeft (2011)
- Bedvrienden (2012)
- Boek voor Belle (2014)
- Madonnakindje - Over het leven van Catharina van Rennes 1858-1940 (2015)
- Teflonbaby (2014)
- Flip (2017)
- Op weg naar de toekomst (2019)
- De leukste oma van de wereld (2024)
- Hofdames (2025)